# Jean Zerbo
Jean Zerbo (Ségou, 27 december 1943) is een Malinees geestelijke en een kardinaal van de Rooms-Katholieke Kerk.
Zerbo werd op 10 juli 1971 priester gewijd. Hij studeerde daarna in Lyon en aan het Pauselijk Bijbelinstituut in Rome, waar hij in 1981 een licentiaat behaalde. Vervolgens verrichtte hij pastorale werkzaamheden in Mali.
Op 21 juni 1988 werd Zerbo benoemd tot hulpbisschop van Bamako en tot titulair bisschop van Accia; zijn bisschopswijding vond plaats op 20 november 1988. Op 19 december 1994 werd hij benoemd tot bisschop van Mopti. Op 27 juni 1998 volgde zijn benoeming tot aartsbisschop van Bamako.
Zerbo werd tijdens het consistorie van 28 juni 2017 kardinaal gecreëerd. Hij kreeg de rang van kardinaal-priester. Zijn titelkerk werd de Sant'Antonio da Padova in Via Tuscolana. Op 27 december 2023 verloor hij - in verband met het bereiken van de 80-jarige leeftijd - het recht om deel te nemen aan een toekomstig conclaaf. 
Zerbo ging op 25 juli 2024 met emeritaat.